# Landkreis Cloppenburg
Der Landkreis Cloppenburg (Niederdeutsch: Landkreis Cloppenborg, Saterfriesisch: Loundkring Kloppenbuurich) liegt im westlichen Niedersachsen.

## Geografie

### Lage

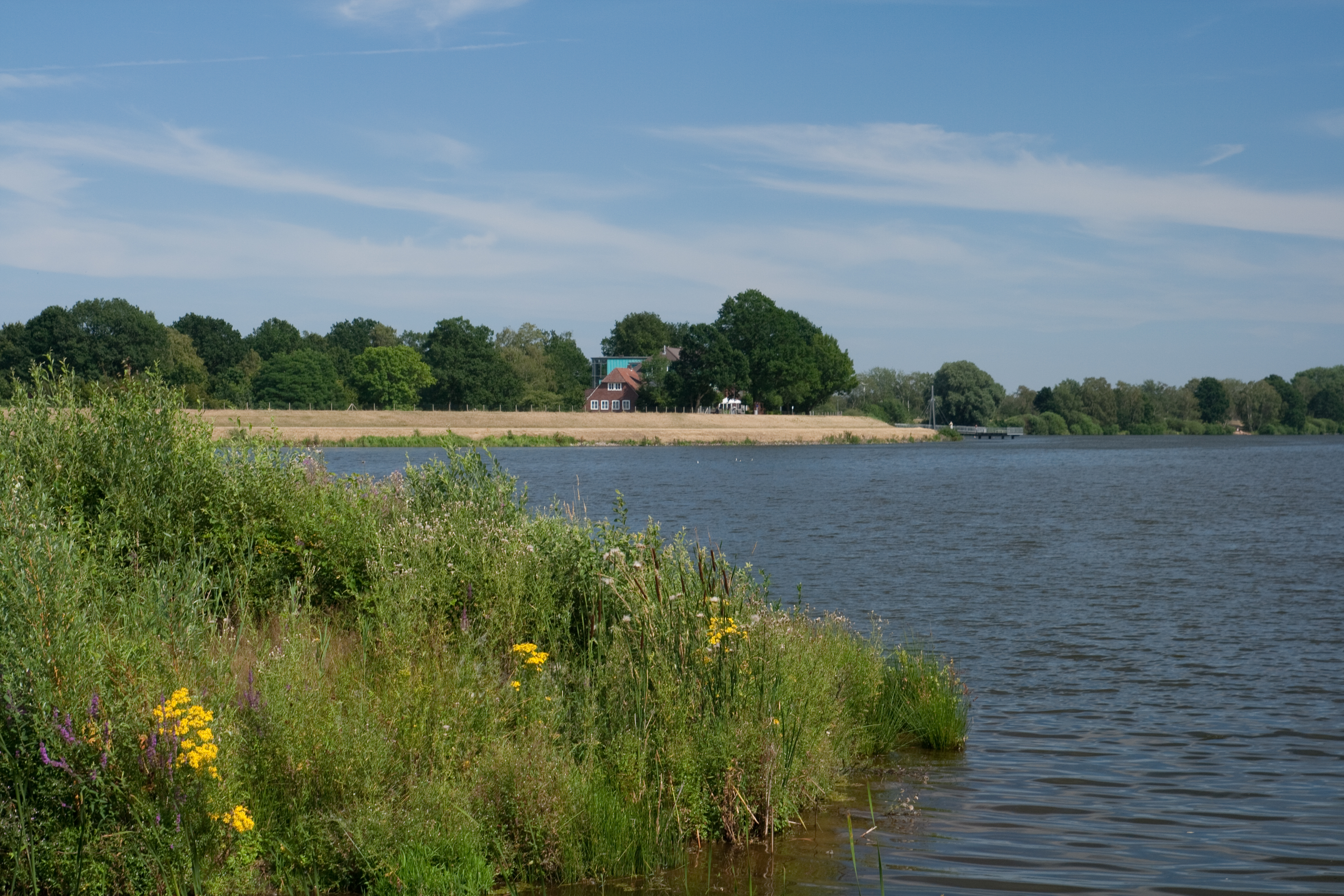
Thülsfelder Talsperre

Die Ausdehnung des Kreises beträgt Nord-Süd etwa 50 km und Ost-West 40 km. Das Gebiet ist Flachland mit einer mittleren Höhenlage von 30–40 m über NN. Nördlich von Cloppenburg bildet die Soeste einen etwa 3 km langen See, die Thülsfelder Talsperre. Der Landkreis ist Teil der Region Oldenburger Münsterland.
Bei Cloppenburg betrieb das IfAG bis in die Siebzigerjahre eine geodätische Satellitenstation.

### Nachbarkreise
Der Landkreis grenzt im Uhrzeigersinn im Norden beginnend an die Landkreise Ammerland, Oldenburg, Vechta, Osnabrück, Emsland und Leer.

### Geologie
Im Landkreis wechseln sich Geest- mit Moorböden ab (vgl. auch Oldenburger Land und Landkreis Oldenburg).

### Kulturlandschaft
Die südliche Hälfte des Landkreises liegt innerhalb der geographischen Landschaft der Ems-Hunte-Geest, gegliedert in den Hümmling-Anteil im Westen von Lindern (Oldenburg) bis Friesoythe-Markhausen, in die zentrale Cloppenburger Geest und in den Randbereich der Delmenhorster Geest nördlich von Emstek am Ostrand des Kreises. Im Süden des Geestzuges gehört ein schmaler Streifen von Löningen bis Essen (Oldenburg) zur geographischen Landschaft Artland. Das Gebiet nördlich und nordwestlich der Geest von Garrel bis Barßel zählt zur Leda-Jümme-Niederung.

### Klima

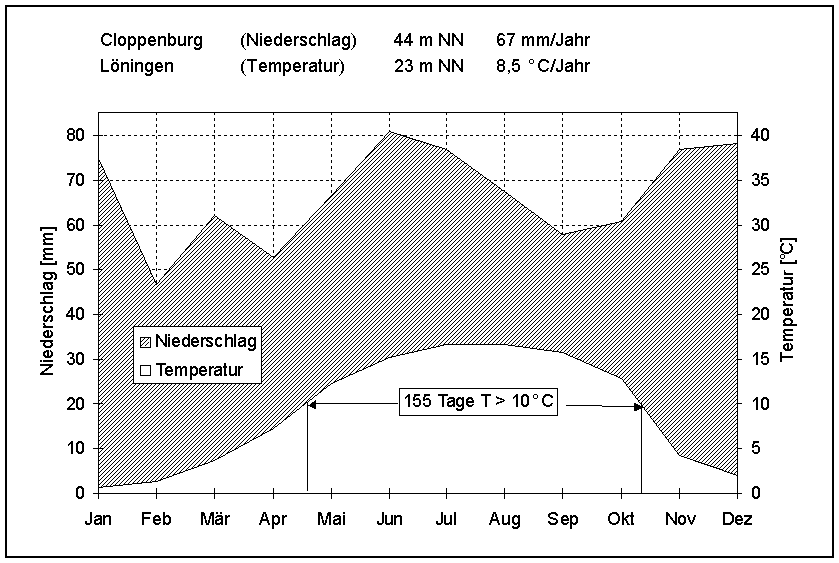
Klimadiagramm Cloppenburg

Der Landkreis liegt in der gemäßigten Klimazone Niedersachsens im Übergangsbereich zwischen dem maritimen Klima der Nordseeküste und dem kontinentalen Klima im Süden und Osten und ist durch gemäßigtes Seeklima, beeinflusst durch feuchte Nordwestwinde von der Nordsee, geprägt.

#### Temperatur
Zur Darstellung der Temperaturverhältnisse dienen die von Hoffmeister (1937) veröffentlichten Daten der von der Stadt Cloppenburg etwa 21 km entfernten Messstation in Löningen/Kreis Cloppenburg. Die Jahresmitteltemperatur liegt bei 8,4 °C. Das Maximum der Monatsmittel liegt bei 16,7 °C im Juli. Der Januar als kältester Monat hat eine mittlere Temperatur von 0,8 °C. Die mittlere Zahl von Tagen mit mehr als 5 °C beträgt 288, bei 10 °C sind es 155 Tage (Hoffmeister, 1937).

#### Niederschlag
Grundlage für die Beschreibung des Niederschlages sind Daten des Wasserwirtschaftsamtes Cloppenburg (o. J.) aus dem Zeitraum 1951–1988.
Der mittlere Jahresniederschlag beträgt 785 mm Jahr für den Zeitraum von 1951 bis 1980 und 801 mm Jahr für 1961–1988. Das Maximum wurde 1961 mit 1053 mm N/Jahr erreicht; der niedrigste Wert betrug 576 mm N/Jahr im Jahre 1969. Wie in der Abbildung zu erkennen ist, fallen die höchsten Niederschläge des Jahres im Juni. Im langjährigen Mittel sind es 81 mm N/Monat. Ein zweites Maximum besteht in den Wintermonaten, insbesondere im Dezember, in dem durchschnittlich 78 mm N/Monat fallen. Demgegenüber stehen zwei Minima im Februar und Oktober/September mit jeweils 49 und 58,4 mm N/Monat. Die relative Variabilität der mittleren Monatsniederschläge beträgt im Durchschnitt 50 % der Mittelwerte. Während der Vegetationsperiode von April bis September fallen mit 403 mm N 50 % des Jahresniederschlags; in der Hauptvegetationsperiode von Mai bis Juli sind es mit 224 mm N 28 %.
Die räumliche Verteilung des Niederschlages ist entscheidend von der Geesthochfläche bestimmt. Nach Norden in Richtung Leda-Jümme-Niederung nimmt der mittlere Jahresniederschlag um etwa 60 mm ab und beträgt 725 mm N/Jahr. Ebenso tritt dies im Süden im Bereich der Hase-Niederung ein. Bei Lohne im Kreis Vechta sinkt der mittlere Jahresniederschlag beispielsweise um 85 mm auf 700 mm/Jahr ab. Im Untersuchungsgebiet fällt nach der Niederschlagskarte ein mittlerer Jahresniederschlag von etwa 775 mm/Jahr

## Geschichte
Im 19. Jahrhundert existierten auf dem Gebiet des heutigen Landkreises die drei oldenburgischen Ämter Cloppenburg, Löningen und Friesoythe. 1879 wurde das Amt Löningen in das Amt Cloppenburg eingegliedert.
Im Rahmen der oldenburgischen Verwaltungsreform von 1933 wurden die Ämter Cloppenburg und Friesoythe zum Amt Cloppenburg zusammengefasst. Gleichzeitig wurden einige der alten Gemeinden zu neuen Großgemeinden zusammengefasst. Aus dem vergrößerten Amt Cloppenburg wurde 1939 der Landkreis Cloppenburg. Von 1934 bis 1945 war Willi Meyer-Wendeborn NSDAP-Kreisleiter für den Landkreis Cloppenburg.
Die Gemeindereformen von 1933 wurden 1948 teilweise wieder rückgängig gemacht. Bösel, Lindern, Markhausen, Neuscharrel, Ramsloh, Scharrel und Strücklingen wurden dadurch wieder zu eigenständigen Gemeinden.
Seinen heutigen Zuschnitt erhielt der Landkreis Cloppenburg im Rahmen der Gebietsreform in Niedersachsen am 1. März 1974:
- Die Gemeinden Ramsloh, Scharrel und Strücklingen (ohne die Ortschaft Idafehn) wurden zu einer neuen Gemeinde Saterland zusammengeschlossen.
- Die Gemeinden Altenoythe, Markhausen und Neuscharrel sowie die Gemeinden Gehlenberg und Neuvrees aus dem Landkreis Aschendorf-Hümmling wurden in die Stadt Friesoythe eingegliedert.
- Die Gemeinde Wachtum aus dem Landkreis Meppen wurde in die Gemeinde Löningen eingegliedert.
- Die Ortschaft Idafehn schied aus dem Landkreis aus und wurde in die Gemeinde Ostrhauderfehn im Landkreis Leer eingegliedert.

### Einwohnerentwicklung
| \| Jahr \| Einwohner \| Quelle \| \| ---- \| --------- \| ------ \| \| 1933 \| 061.958 \| [3] \| \| 1939 \| 066.753 \| [3] \| \| 1950 \| 094.794 \| [3] \| \| 1960 \| 089.500 \| [3] \| \| 1970 \| 104.100 \| [8] \| \| 1980 \| 109.800 \| [9] \| \| 1990 \| 120.441 \| [10] \| \| 2000 \| 149.647 \| [10] \| \| 2010 \| 158.194 \| [10] \| \| 2017 \| 167.925 \| [10] \| \| 2020 \| 172.632 \| [10] \| |           |        |
| Jahr | Einwohner | Quelle |
| 1933 | 061.958   | [ 3 ]  |
| 1939 | 066.753   | [ 3 ]  |
| 1950 | 094.794   | [ 3 ]  |
| 1960 | 089.500   | [ 3 ]  |
| 1970 | 104.100   | [ 8 ]  |
| 1980 | 109.800   | [ 9 ]  |
| 1990 | 120.441   | [ 10 ] |
| 2000 | 149.647   | [ 10 ] |
| 2010 | 158.194   | [ 10 ] |
| 2017 | 167.925   | [ 10 ] |
| 2020 | 172.632   | [ 10 ] |

Einwohnerentwicklung des Landkreises Cloppenburg von 1933 bis 2017

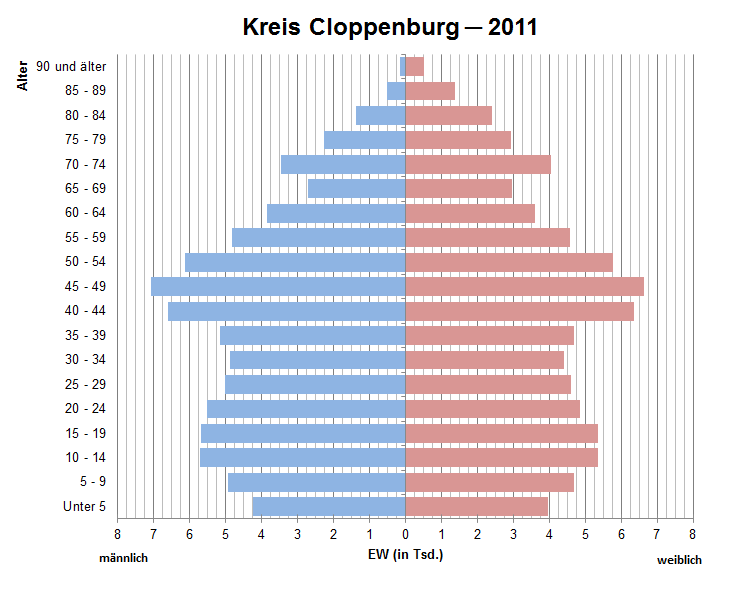
Bevölkerungspyramide für den Kreis Cloppenburg (Datenquelle: Zensus 2011.)

Der Landkreis Cloppenburg hat eine hohe Geburtenrate.
Im Landkreis Cloppenburg gibt es viele Arbeitsplätze für Geringqualifizierte in der Lebensmittelindustrie und der Landwirtschaft.
Im Landkreis Cloppenburg hat ungefähr ein Viertel der Bevölkerung einen Migrationshintergrund. Anfang 2019 lebten dort ungefähr 19.000 Ausländer, davon 3623 Kinder und Jugendliche und 11.000 Arbeitsmigranten. Der Ausländeranteil betrug 11,2 %.

### Religionen
Der Landkreis Cloppenburg gehört wie der Landkreis Vechta, der Landkreis Emsland, die ehemaligen Stifte Osnabrück und Hildesheim und das Untereichsfeld zu den Regionen in Niedersachsen, die eine katholische Mehrheit haben. Seit 1990 verändert sich diese Struktur im Landkreis aufgrund des hohen Zuzuges evangelischer Spätaussiedler. Der Anteil der Katholiken im Landkreis Cloppenburg ist von 89,3 Prozent im Jahr 1933 bis 2007 auf 62,0 Prozent gesunken, während die evangelischen Christen im gleichen Zeitraum einen Zuwachs von 10,5 auf 20,1 Prozent und so genannte „sonstige“ Religionsgemeinschaften von 0,2 auf 17,9 Prozent zu verzeichnen haben. 2011 waren 20,3 % der Einwohner evangelisch, 60,4 % katholisch und 19,3 % waren konfessionslos, gehörten einer anderen Religionsgemeinschaft an oder machten keine Angabe.

## Politik
Der Landkreis Cloppenburg gilt als CDU-Hochburg. Er gehört zum Bundestagswahlkreis Cloppenburg – Vechta, wo der CDU-Direktkandidat bei allen Bundestagswahlen von 1953 bis 1990 sogar über 70 % der Erststimmen erhielt.

### Kreistag
Das Ergebnis der Kreistagswahl am 12. September 2021 ist in den Diagrammen dargestellt.
- SPD: 11
- Grüne: 4
- FDP: 3
- BLC: 2
- DZP: 1
- CDU: 25
- AfD: 2

Bei den jeweiligen Wahlen zum Kreistag seit 1996 kam es zu folgenden Ergebnissen:
| Parteien und Wählergemeinschaften                      | % 2021  | Sitze 2021 | % 2016  | Sitze 2016 | % 2011  | Sitze 2011 | % 2006  | Sitze 2006 | % 2001 | Sitze 2001 | % 1996 | Sitze 1996 |
| ------------------------------------------------------ | ------- | ---------- | ------- | ---------- | ------- | ---------- | ------- | ---------- | ------ | ---------- | ------ | ---------- |
| Christlich Demokratische Union Deutschlands            | 50,30   | 25         | 57,78   | 28         | 64,74   | 31         | 67,87   | 33         | 70,5   | 37         | 68,9   | 36         |
| Sozialdemokratische Partei Deutschlands                | 22,37   | 11         | 21,68   | 10         | 18,93   | 9          | 17,60   | 8          | 18,3   | 9          | 18,5   | 9          |
| Bündnis 90/Die Grünen                                  | 8,19    | 4          | 5,01    | 2          | 6,71    | 3          | 3,43    | 2          | 3,0    | 2          | 6,1    | 3          |
| Freie Demokratische Partei                             | 5,97    | 3          | 3,94    | 2          | 3,50    | 2          | 5,18    | 2          | 2,8    | 2          | 2,7    | 1          |
| Alternative für Deutschland                            | 5,16    | 2          | 3,32    | 2          | –       | –          | –       | –          | –      | –          | –      | –          |
| Bürgerliche Liste Cloppenburg                          | 4,62    | 2          | –       | –          | –       | –          | –       | –          | –      | –          | –      | –          |
| Deutsche Zentrumspartei                                | 1,57    | 1          | 1,63    | 1          | 0,32    | 0          | –       | –          | –      | –          | –      | –          |
| Die Linke                                              | 1,54    | 0          | 1,64    | 1          | 0,28    | 0          | –       | –          | –      | –          | –      | –          |
| Basisdemokratische Partei Deutschland                  | 0,24    | 0          | –       | –          | –       | –          | –       | –          | –      | –          | –      | –          |
| Liberal-Konservative Reformer                          | 0,04    | 0          | –       | –          | –       | –          | –       | –          | –      | –          | –      | –          |
| Unabhängige Wählergemeinschaft Cloppenburg (UWG)       | –       | –          | 1,15    | 1          | 2,52    | 1          | 2,24    | 1          | –      | –          | –      | –          |
| Einzelwahlvorschlag Tabeling                           | –       | –          | 1,07    | 1          | –       | –          | –       | –          | –      | –          | –      | –          |
| Unabhängige Wählergemeinschaft Cappeln (UWG Cappeln)   | –       | –          | 1,06    | 0          | –       | –          | –       | –          | –      | –          | –      | –          |
| Initiative Bürgerbündnis Cloppenburg (IBC)             | –       | –          | 0,71    | 0          | –       | –          | –       | –          | –      | –          | –      | –          |
| Bürger für Bürger (BfB)                                | –       | –          | 0,59    | 0          | 1,59    | 1          | 1,65    | 1          | –      | –          | –      | –          |
| Unabhängige Wählergemeinschaft Saterland (UWG Saterl.) | –       | –          | 0,34    | 0          | 0,74    | 1          | 1,06    | 1          | –      | –          | –      | –          |
| Wählergemeinschaft Löningen (WGL)                      | –       | –          | –       | –          | 0,57    | 0          | –       | –          | –      | –          | –      | –          |
| Sonstige                                               | –       | –          | –       | –          | –       | –          | –       | –          | 5,5    | 0          | 3,7    | 2          |
| Gesamt                                                 | 100     | 48         | 100     | 48         | 100     | 48         | 100     | 48         | 100    | 50         | 100    | 51         |
| Wahlbeteiligung                                        | 55,03 % | 55,03 %    | 55,13 % | 55,13 %    | 53,21 % | 53,21 %    | 54,47 % | 54,47 %    | k. A.  | k. A.      | k. A.  | k. A.      |

### Landräte
- 1933–1945 August Münzebrock (bis 1939 Amtshauptmann)
- 1945–1946 Hermann Ostmann
- 1946–1964 Hermann Bitter (CDU)
- 1964–1972 Reinhold Niermann
- 1972–1986 Georg Bührmann
- 1986–1991 Alfons Schewe
- 1991–2001 Hans Große Beilage
- 2001–2014 Hans Eveslage, CDU (erster hauptamtlicher Landrat)

Seit 2014 ist Johann Wimberg (CDU) Landrat des Landkreises Cloppenburg. Bei der Landratswahl am 25. Mai 2014 wurde er mit 70,2 % der Stimmen gewählt. Wimberg trat sein Amt zum 1. November 2014 an und löste den bisherigen Amtsinhaber Hans Eveslage ab, der nicht mehr kandidierte. Bei der Landratswahl am 22. September 2021 wurde er wiedergewählt.

### Oberkreisdirektoren

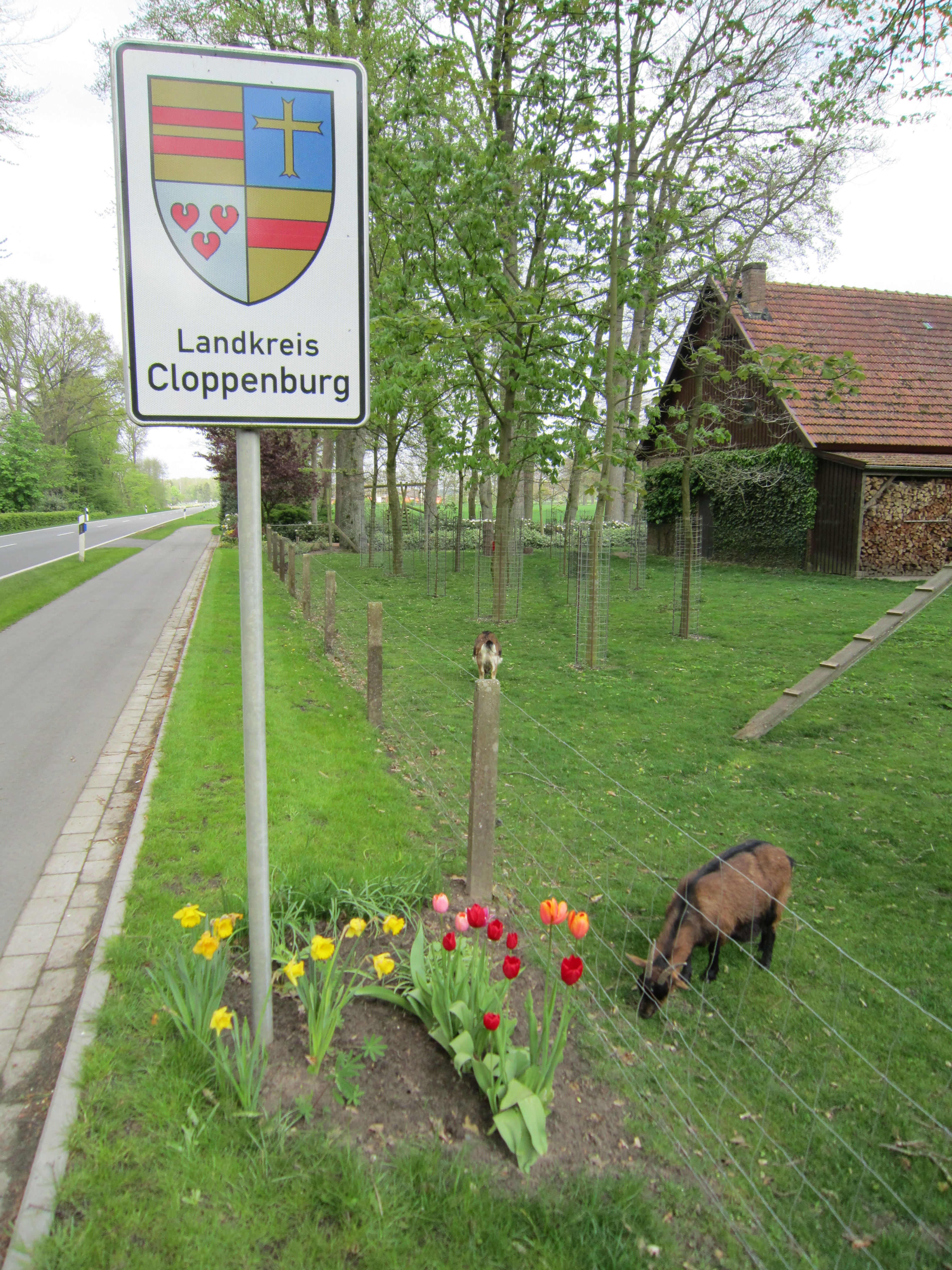
Kreiswappen an der Artlandstraße in Essen (Oldenburg) (Schild im traditionellen, nicht mehr aktuellen Design)

- 1946–1947 Hermann Ostmann
- 1950–1959 Lothar Korn
- 1959–1966 Otto Kliebl
- 1966–1976 Joseph Schweer
- 1976–2001 Herbert Rausch

### Wappen
Das Wappen war im alten Amt Cloppenburg bis 1838 als Siegel gebräuchlich, wurde am 10. Juli 1958 vom Kreis erneut als Wappen angenommen und erhielt am 3. September 1959 Regierungsgenehmigung. Die Blasonierung des Wappens formulierte der Kreistag 1959:

„Im quadrierten Schild in Feld 1 zwei rote Balken in Gold, in Feld 2 ein goldenes Steckkreuz in Blau, in Feld 3 drei rote Seerosenblätter (auch als ausgebrochene Lindenblätter bezeichnet) in Silber, in Feld 4 ein roter Balken in Gold.“

Balken und Steckkreuz im oberen Teil des Wappens stammen aus dem oldenburgischen Landeswappen, da das vormals münstersche Amt Cloppenburg 1803 an das (Groß-)Herzogtum Oldenburg fiel. Im unteren Teil finden sich die Seerosenblätter aus dem Wappen der Grafen von Tecklenburg, die Ende des 13. Jahrhunderts die Cloppenburg errichteten und bis 1400 die Landesherrschaft ausübten. Der untere Rotbalken stammt aus dem Wappen des Bistums Münster und erinnert an die bischöfliche Landesherrschaft von 1400 bis 1803.

## Wirtschaft und Infrastruktur

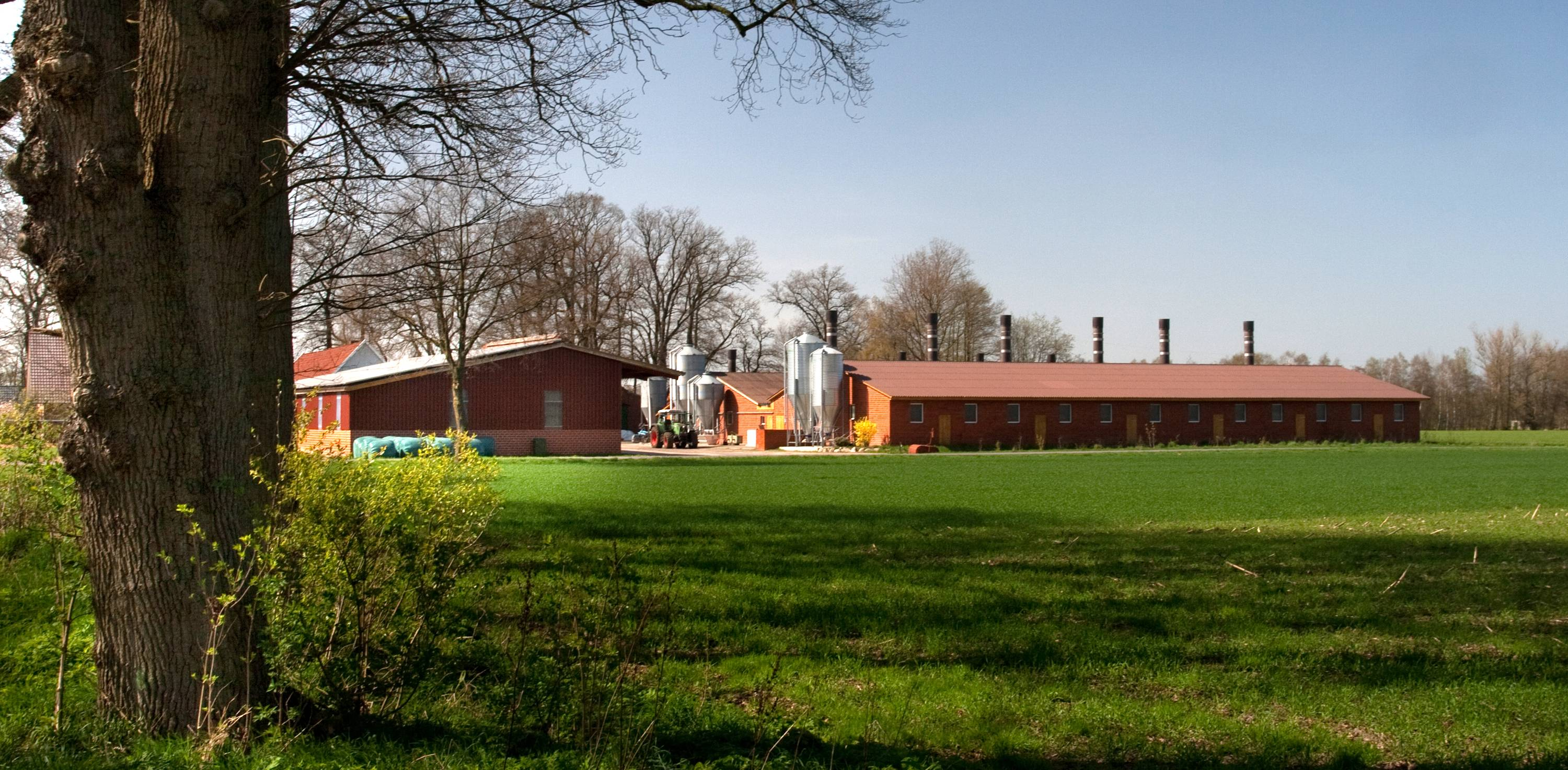
Stallanlage bei Hemmelte

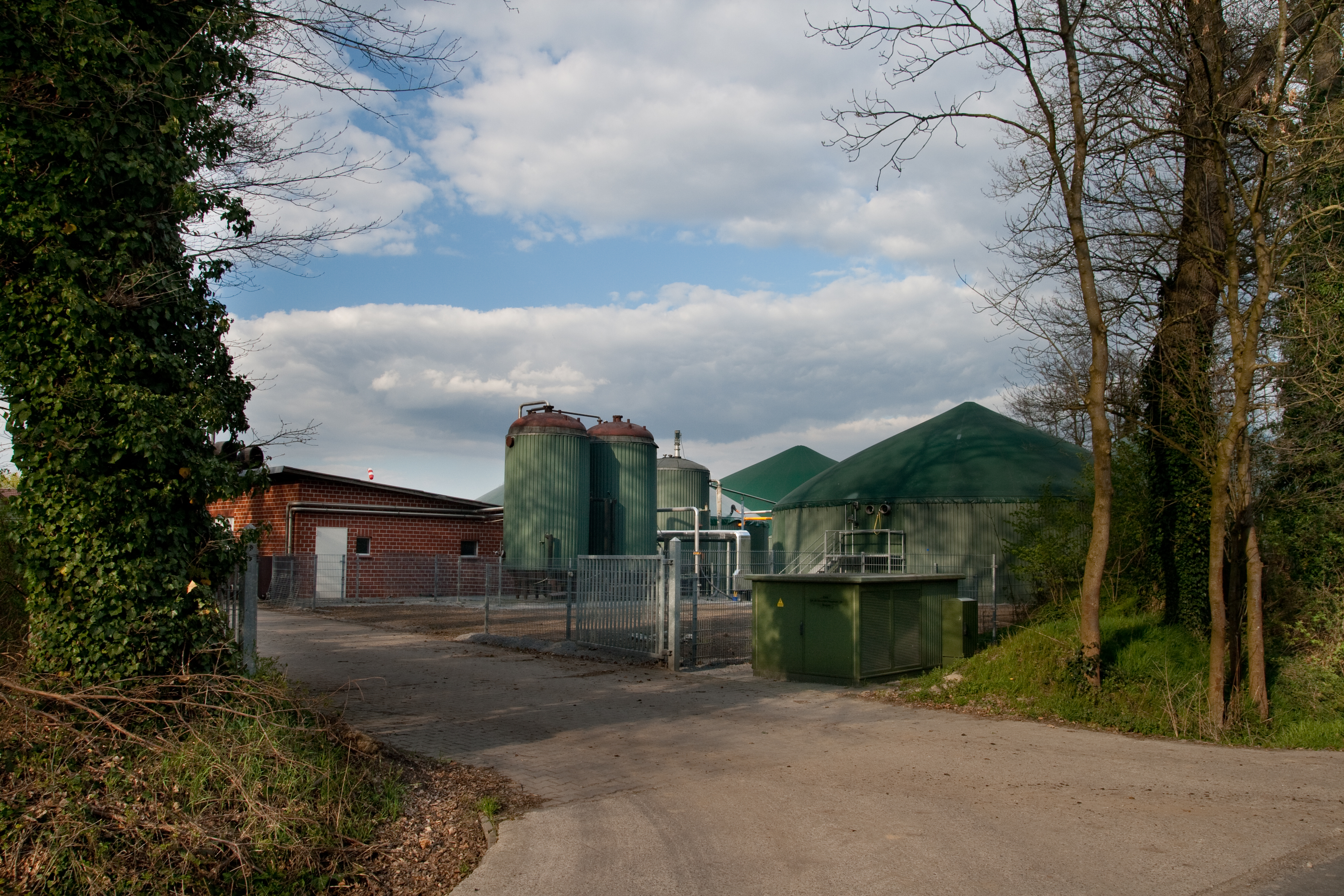
Biogasanlage

Die Wirtschaft besteht v. a. aus Dienstleistungen und Landwirtschaft, die von Massentierhaltung und Biogasanlagen geprägt ist. 2010 waren im Landkreis 88 Biogasanlagen in Betrieb und weitere 25 beantragt oder im Bau.
Auf dem Gebiet des Landkreises finden sich die interkommunalen Industrie- und Gewerbegebiete ecopark und c-Port.
Im Zukunftsatlas 2016 belegte der Landkreis Cloppenburg Platz 214 von 402 Landkreisen, Kommunalverbänden und kreisfreien Städten in Deutschland und zählt damit zu den Regionen mit „ausgeglichenem Chancen-Risiko Mix“ für die Zukunft.

### Verkehr
Bahnlinien
Der Landkreis Cloppenburg wird seit 1875 von der Strecke Oldenburg–Osnabrück der Oldenburgischen Staatsbahn durchzogen. Von ihr zweigte 1888 in Essen die Nebenbahn nach Löningen ab, die von dieser Gemeinde finanziert worden war; erst 1907 führte sie die Staatsbahn weiter bis zur Landesgrenze bei Lewinghausen, wo sie an die Meppen-Haselünner Eisenbahn anschloss.
Um die Jahrhundertwende wurde die Kreisstadt Cloppenburg zum lokalen Bahnknotenpunkt:
Der Landkreis und einige Gemeinden bildeten den Bahnverband Cloppenburg, der im Jahre 1900 die Schmalspurbahn über Lindern zur Landesgrenze eröffnete; der geplante Anschluss an die Hümmlinger Kreisbahn in Werlte kam jedoch nicht zustande.
Der Bahnverband Vechta-Cloppenburg stellte 1914 eine Bahnverbindung zur Nachbarkreisstadt Vechta her.
Die Oldenburgische Staatsbahn erschloss 1906–08 den Nordwesten des Kreises durch eine Nebenbahn über Friesoythe nach Ocholt, wo sie die Hauptbahn Oldenburg–Leer erreichte. Am äußersten Ostrand des Kreises berührte die 1885 eröffnete Bahnstrecke Ahlhorn–Vechta lediglich die Station Schneiderkrug.
Damit war ein Schienennetz von 170 km Länge entstanden. Innerhalb von zwanzig Jahren wurde der Personenverkehr auf eine 28 km lange Strecke mit zwei Stationen reduziert, die von der NordWestBahn GmbH betrieben wird, während die übrigen Strecken allenfalls noch Güter- und Museumszügen dienen:
- 1950: Bad Zwischenahn – Edewechterdamm 12 km
- 1952: Ahlhorn – Schneiderkrug – Vechta=Falkenrott 7 km, Vechta – Schwichteler – Cloppenburg 16 km, Cloppenburg – Lindern – Landesgrenze =750= 29 km (teilweise Güter- und Museumszüge);
- 1960/62: Lewinghausen – Löningen – Essen 21 km
- 1966: Meppen – Haselünne – Lewinghausen 1 km (Güter- und Museumsbahn)
- 1968: Cloppenburg – Friesoythe – Ocholt 56 km

Bundesautobahnen
- A 1 (Hansalinie)
- A 29 (Jadelinie)

Bundesstraßen
- B 68, B 69, B 72, B 213, B 401, B 438

Schiffbare Gewässer
- Küstenkanal
- Barßeler Tief (→ Jümme)
- Elisabethfehn-Kanal
- Sagter Ems (→ Leda)

Flug-/Landeplätze
- Flugplatz Varrelbusch
- Flugplatz Barßel

### Institutionen
- Oldenburgische Landschaft, eingetragene Körperschaft des öffentlichen Rechts zur Pflege und Förderung kultureller und historischer Belange

## Gemeinden
(Einwohner am 31. Dezember 2023)
Einheitsgemeinden
1. Barßel (13.707)
2. Bösel (8760)
3. Cappeln (Oldenburg) (7565)
4. Cloppenburg, Kreisstadt, selbständige Gemeinde (36.479)
5. Emstek (12.490)
6. Essen (Oldenburg) (9280)
7. Friesoythe, Stadt, selbständige Gemeinde (22.568)
8. Garrel (14.928)
9. Lastrup (7659)
10. Lindern (Oldenburg) (5053)
11. Löningen, Stadt (14.358)
12. Molbergen (9315)
13. Saterland [Sitz: Ramsloh] (14.378)

## Schutzgebiete
Im Landkreis befinden sich neben Landschaftsschutzgebieten und Naturdenkmalen 22 ausgewiesene Naturschutzgebiete (Stand Februar 2017).
Siehe auch:
- Liste der Naturschutzgebiete im Landkreis Cloppenburg
- Liste der Landschaftsschutzgebiete im Landkreis Cloppenburg
- Liste der Naturdenkmale im Landkreis Cloppenburg
- Liste der geschützten Landschaftsbestandteile im Landkreis Cloppenburg

## Kfz-Kennzeichen
Am 1. Juli 1956 wurde dem Landkreis bei der Einführung der bis heute gültigen Kfz-Kennzeichen das Unterscheidungszeichen CLP zugewiesen. Es wird durchgängig bis heute ausgegeben.

## Sonstiges
Im Saterland lebt eine sprachliche Minderheit, die Saterfriesen. Sie bilden die kleinste Sprachinsel in Europa.

## Persönlichkeiten
- Hermann Bitter (1897–1982), Landrat von 1946 bis 1964